# Schoenus bifidus
Schoenus bifidus là loài thực vật có hoa trong họ Cói. Loài này được (Nees) Boeckeler miêu tả khoa học đầu tiên năm 1874.